# هدی‌هات‌ماروتس
هِدی‌هات‌ماروتس (به مجاری:  Hegyhátmaróc) یک منطقهٔ مسکونی در مجارستان است که در ناحیه کوملو واقع شده‌است.